# Jack and Jill (film, 1917)

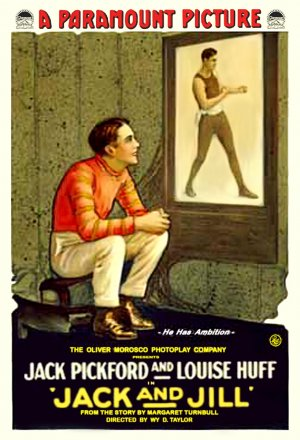
Affiche du film.

Pour les articles homonymes, voir Jack and Jill.
Jack and Jill est un film américain réalisé par William Desmond Taylor et sorti en 1917.

## Fiche technique
- Réalisation : William Desmond Taylor
- Scénario : Gardner Hunting, Margaret Turnbull
- Producteur : Oliver Morosco
- Photographie : Homer Scott
- Production : Oliver Morosco Photoplay Company
- Distributeur : Paramount Pictures
- Durée : 5 bobines[1]
- Date de sortie :
  - États-Unis : 12 novembre 1917

## Distribution

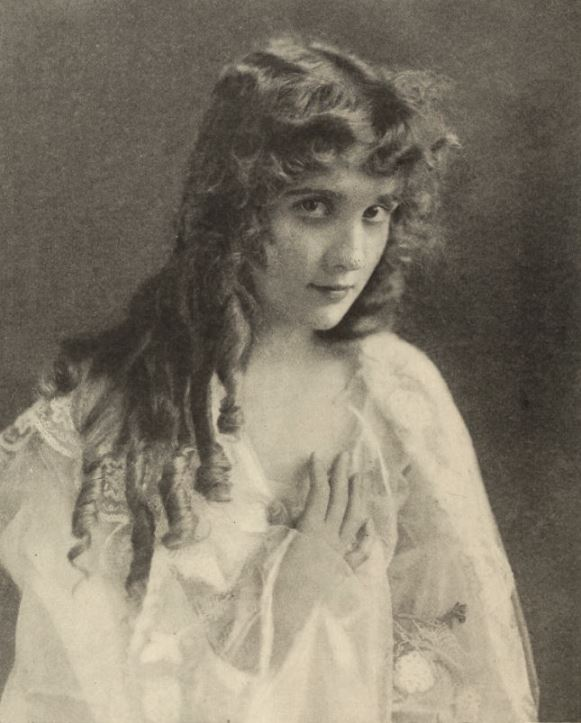
Louise Huff.

- Jack Pickford : Jack Ranney
- Louise Huff : Mary Dwyer
- Leo Houck : 'Young' Kilroy
- Don Bailey : 'Honest George' Frazee
- J.H. Holland : Lopez Cabrillo
- Jack Hoxie : Cactus Jim
- Col. Lenone : Senor Cabrillo
- Beatrice Burnham : Doria Cabrillo